# Banjo Paterson
Andrew Barton „Banjo“ Paterson (17. února 1864 Orange – 5. února 1941 Sydney) byl australský spisovatel, jeden z nejvýznamnějších „básníků buše“.
Narodil se na farmě Narrambla v katastru města Orange (Nový Jižní Wales). Vyrůstal na různých místech australského vnitrozemí, zdejší krajina a tvrdý venkovský život byly jeho hlavní inspirací. Jeho životní zálibou byla jízda na koni a koňské pólo. Po maturitě na Sydney Grammar School nebyl přijat na Sydneyskou univerzitu a začal pracovat v advokátní kanceláři. Roku 1885 vyšly v časopise The Bulletin jeho první verše, které podepsal jménem svého oblíbeného koně „Banjo“. Roku 1895 vydal svou první sbírku The Man from Snowy River and Other Verses, přijal místo novináře a jako válečný zpravodaj se zúčastnil druhé búrské války a boxerského povstání. Za první světové války byl dobrovolníkem a sloužil jako řidič ambulance. Psával do časopisu The Truth, propagujícího odtržení Austrálie od Britského impéria, i do revue Sydney Sportsman až do roku 1930, kdy odešel do penze.
Ve své tvorbě realisticky popisoval život prostých Australanů, využíval humoru, hovorového jazyka i zpěvné rýmové formy. Jeho nejznámějším dílem je text k písni Waltzing Matilda; příběh hrdého a svobodomyslného tuláka, který je chycen při krádeži ovce a raději zemře, než aby šel do vězení, je označován za symbol australské národní povahy. Slova napsal Paterson při návštěvě statku Dogworth Station, kde žila Christina Macphersonová, přítelkyně jeho snoubenky. Jako nápěv písně využil melodii, kterou jednou večer hrála Christina na autoharfu a k níž ji inspirovala skotská lidová píseň „Thou Bonnie Wood of Craigielea“. Další Patersonovo dílo, poema Muž od Sněžné řeky, byla opakovaně zfilmována; v nejznámější verzi, kterou režíroval roku 1982 George T. Miller, hrál hlavní roli Kirk Douglas.
Patersonův portrét nese bankovka v hodnotě 10 australských dolarů. V roce 1939 mu byl udělen Řád britského impéria v hodnosti komandéra.

## Dílo v češtině
- PATERSON, A. B.: Balady z buše. Vybrala a přeložila Hana Gerzanicová. Cherm; Pro libris 2005. ISBN 80-86370-19-4